# Jaroszowice
Jaroszowice is een dorp in de Poolse woiwodschap Klein-Polen. De plaats maakt deel uit van de gemeente Wadowice en telt 1700 inwoners.